# Macrolabis incognita
Macrolabis incognita är en tvåvingeart som beskrevs av Stelter 1975. Macrolabis incognita ingår i släktet Macrolabis och familjen gallmyggor.
Artens utbredningsområde är Tyskland. Inga underarter finns listade i Catalogue of Life.